# Maland
Maland (tiếng Ả Rập: الملند) là một ngôi làng Syria nằm ở Al-Janudiyah Nahiyah, huyện Jisr al-Shughur, Idlib. Theo Cục Thống kê Trung ương Syria (CBS), Maland có dân số 2551 trong cuộc điều tra dân số năm 2004.